# Torque - Circuiti di fuoco
Torque - Circuiti di fuoco (Torque) è un film del 2004 diretto da Joseph Kahn. Sulla scia della saga "Fast and Furious", in questa pellicola sono protagonisti motociclisti e motociclette.
Il film è incentrato sul mondo del motociclismo su strada.

## Trama
Cary Ford è nei guai. Da quando è tornato in città per riconquistare Shane, la sua ragazza deve vedersela con Henry, un trafficante di droga che rivendica il possesso di alcune moto rubate, piene non solo di benzina, con un agente dell'FBI e soprattutto con Trey, capo di una gang di motociclisti in cerca di vendetta poiché è convinto che Cary gli abbia ucciso il fratello.

## Colonna sonora
Per la colonna sonora il regista Joseph Kahn si è affidato a vari gruppi e cantanti principalmente americani e canadesi dove spiccano su tutti i Nickelback, i quali tutti insieme hanno inciso per l'occasione un'EP chiamato proprio "Torque" riscuotendo un buon successo soprattutto negli Stati Uniti scegliendo per il film queste tracce:

### Tracce
1. Someday - Nickelback
2. True Nature - Jane's Addiction
3. Forever  - Kid Rock
4. Lean Low - YoungBloodZ
5. Out of Control - Hoobastank
6. Master of Light - Monster Magnet
7. Lapdance - N.E.R.D
8. Fire and Flame - Robbie McIntosh
9. Play it Loud - MxPx
10. Yesterdays - Pennywise
11. Push It - Static-X

## Curiosità
- Verso l'inizio del film, durante una sfida tra moto, i protagonisti incrociano sulla strada prima una Plymouth Valiant rossa e poco dopo un vecchio camion cisterna Peterbilt che ne manda alcuni fuori strada, i due mezzi sono un chiaro omaggio al film Duel di Steven Spielberg.
- Durante il film Cary Ford viene chiamato più volte Dawson's Creek facendo riferimento alla somiglianza con James Van Der Beek l'attore che interpretava Dawson Leery nella fortunata serie TV.
- Nel film è presente una MTT Turbine Superbike, meglio nota come Y2K, veicolo presente anche nel Guinness dei primati come motociclo più potente e più caro al mondo (monta il motore Rolls Royce a turbina di un elicottero).
- A metà film il protagonista dice: "vivo la mia vita a un quarto di miglia alla volta". È un chiaro riferimento al film Fast and Furious, realizzato dagli stessi produttori, dove Vin Diesel diceva la stessa frase riferendosi al quarto di miglio percorso negli spari delle gare clandestine.
- Matt Schulze compare in Fast and Furious e Fast Five, dove interpreta la parte di "Vince" , miglior amico di Vin Diesel (Dom).
- L'Aprilia RSV Mille utilizzata dal protagonista è l'unica moto che è stata lasciata originale di livrea.
- Le altre moto che si vedono nel corso del film sono la Yamaha R1, Yamaha R6, Triumph Daytona 955i, Honda VTR 1000, Honda CBR 900RR, Kawasaki Ninja ZX-7R, Kawasaki ZXR 750 e Suzuki GSX-R.
- Le due auto che si sfidano ad inizio film sono una Mitsubishi Eclipse Spider terza serie 2001 (la rossa) e una Honda Integra Type R DC5 (la gialla).
- Il protagonista del film ovvero Cary Ford sotto la tuta indossa una maglietta dei Ramones di colore nero. Invece, Matt Schulze (Henry James) indossa una maglietta dei Motorhead.
- Nelle scene sullo sterrato possono essere notate, anche ad occhio non esperto, le modifiche effettuate alle moto per poter correre fuori strada più agevolmente. All'anteriore sono state montate delle forcelle rialzate da Cross e manubri alti. Gli pneumatici sono tassellati. Come toccano l'asfalto le moto sono nuovamente in configurazione stradale.
- All'inizio del film, quando si vede la moto sfrecciare via davanti alle due auto, facendo girare un cartello ad alta velocità con lo spostamento dell'aria, si può intravedere la scritta "Cars suck" sul cartello, ovvero "Le auto fanno schifo".
- Sul petto della giacca da moto del protagonista, campeggia una toppa con la scritta latina "Carpe Diem".
- Durante la conversazione tra Ford e Shane, appare in un cameo il famoso customizer americano Jessie G. James.